# 1Verse
1Verse (em coreano: 유니버스; pronunciado "universe" e estilizado em letras maiúsculas) é uma boy band sul-coreana formada por Singing Beetle. O grupo é composto por cinco membros: Hyuk, Seok, Aito, Kenny e Nathan. Dois membros do grupo são da Coreia do Norte. Eles estão programados para estrear em 2025 e são a primeira boy band sul-coreana com desertores norte-coreanos.

## História

### Pré-estreia
Dois dos cinco membros da banda são desertores norte-coreanos. Yu Hyuk, um dos membros, é da província de Hamgyong do Norte e cresceu com seu pai e avó, depois que seus pais se separaram e sua mãe desertou para a Coreia do Sul. Sua família era pobre e quando criança ele trabalhava em empregos temporários, mendigava nas ruas e às vezes roubava comida para sobreviver. Ele disse que geralmente comia apenas uma refeição por dia e nunca ouviu falar de música K-pop enquanto estava na Coreia do Norte. Hyuk foi contatado por sua mãe, que solicitou que ele se juntasse a ela na Coreia do Sul, e ele empreendeu uma jornada de seis meses por vários países para escapar, chegando a Seul, Coreia do Sul, aos 13 anos, em 2013. Depois de chegar à Coreia do Sul, ele se interessou por K-pop, ingressando em um clube de música em seu primeiro ano do ensino médio e escrevendo letras de rap.
O outro membro norte-coreano, Kim Seok, cresceu em uma região perto da China e era de uma "família relativamente melhor". Ele conseguia ouvir K-pop e assistir a programas de televisão sul-coreanos que eram contrabandeados com USBs e cartões SD. Ele desertou para a Coreia do Sul em 2019 depois que vários de seus tios o fizeram. Ele foi jogador de futebol na Coreia do Norte, mas desistiu do esporte após desertar.
Em 2020, Hyuk conheceu Michelle Cho, uma ex-representante da SM Entertainment e fundadora da gravadora independente Singing Beetle. Ela se ofereceu para dar aulas de rap e Hyuk deixou seu emprego como operário de fábrica para entrar na música em tempo integral em 2021. Ele se tornou o primeiro membro do grupo masculino SB Boyz sob a gravadora Singing Beetle, mais tarde renomeado para 1Verse (pronuncia-se "universe"). Um ano e meio depois, Seok foi adicionado ao grupo. Cho, seu treinador, descreveu os dois como "telas em branco" e iniciantes completos, observando que "eles não tinham absolutamente nenhuma compreensão da cultura pop", mas elogiou seu desenvolvimento e capacidade de "suportar desafios físicos".
Em 2024, Hyuk lançou uma música de rap, intitulada "Ordinary Person", como parte de um projeto de pré-estreia. No início de 2024, o grupo havia adicionado mais dois membros: Aito, que é japonês, e Kenny, que é sino-americano. Um quinto membro, Nathan, um americano de ascendência laosiana e tailandesa, juntou-se no final do ano.
1Verse planeja estrear nos EUA em 2025. Eles são a primeira boy band de K-pop com desertores norte-coreanos.

## Membros
- Hyuk (혁)[1]
- Seok (석)[1]
- Aito (아이토)[1]
- Kenny (케니)[1]
- Nathan (네이슨)[1]